# Alexis Wangmene
Alexis Mang-Ikri Wangmene (Yaundé, 1 de marzo de 1989) es un baloncestista camerunés que pertenece a la plantilla de los Austin Spurs de la G League. Con 2,01 metros de estatura, juega en la posición de ala-pívot.

## Trayectoria deportiva

### Universidad
Jugó cinco temporadas con los Longhorns de la Universidad de Texas en Austin, aunque su temporada sophomore se la perdió casi por cimpleto por una lesión en la rodilla, en las que promedió 2,7 puntos y 2,8 rebotes por partido,

### Profesional
Tras no ser elegido en el Draft de la NBA de 2012, se unió a San Antonio Spurs para disputar las Ligas de Verano. El 12 de noviembre fue seleccionado en la quinta ronda del Draft de la NBA D-League por los Austin Spurs, pero apenas contó con oportunidades en los 17 partidos que disputó, promediando 0,4 puntos y 1,1 rebotes.
En octubre de 2013 fichó por el KD Hopsi Polzela de la Liga de Eslovenia, con los que disputó una temporada, en la que promedió 12,6 puntos y 6,3 rebotes por partido. Al año siguiente firmó por dos temporadas con el KK Krka Novo Mesto del mismo país, pero únicamente disputó la primera de ellas, promediando entre la liga doméstia y la ABA Liga 8,2 puntos y 5,5 rebotes por partido.
En noviembre de 2015 fichó por el Stal Ostrów Wielkopolski de la loga polaca. Jugó una temporada, promediando 9,3 puntos y 5,2 rebotes por partido.
El 30 de octubre de 2016 fue seleccionado en la sexta ronda del Draft de la NBA D-League por los Austin Spurs.